# Tanytarsus obiriciae
Tanytarsus obiriciae är en tvåvingeart som beskrevs av Trivinho-strixino och Sonoda 2006. Tanytarsus obiriciae ingår i släktet Tanytarsus och familjen fjädermyggor. Inga underarter finns listade i Catalogue of Life.